# Mérsékelt övi monszun éghajlat
A monszun éghajlat a meleg mérsékelt öv egyik éghajlati típusa. Köppen éghajlati osztályozásán Cw.

## Jellemzői

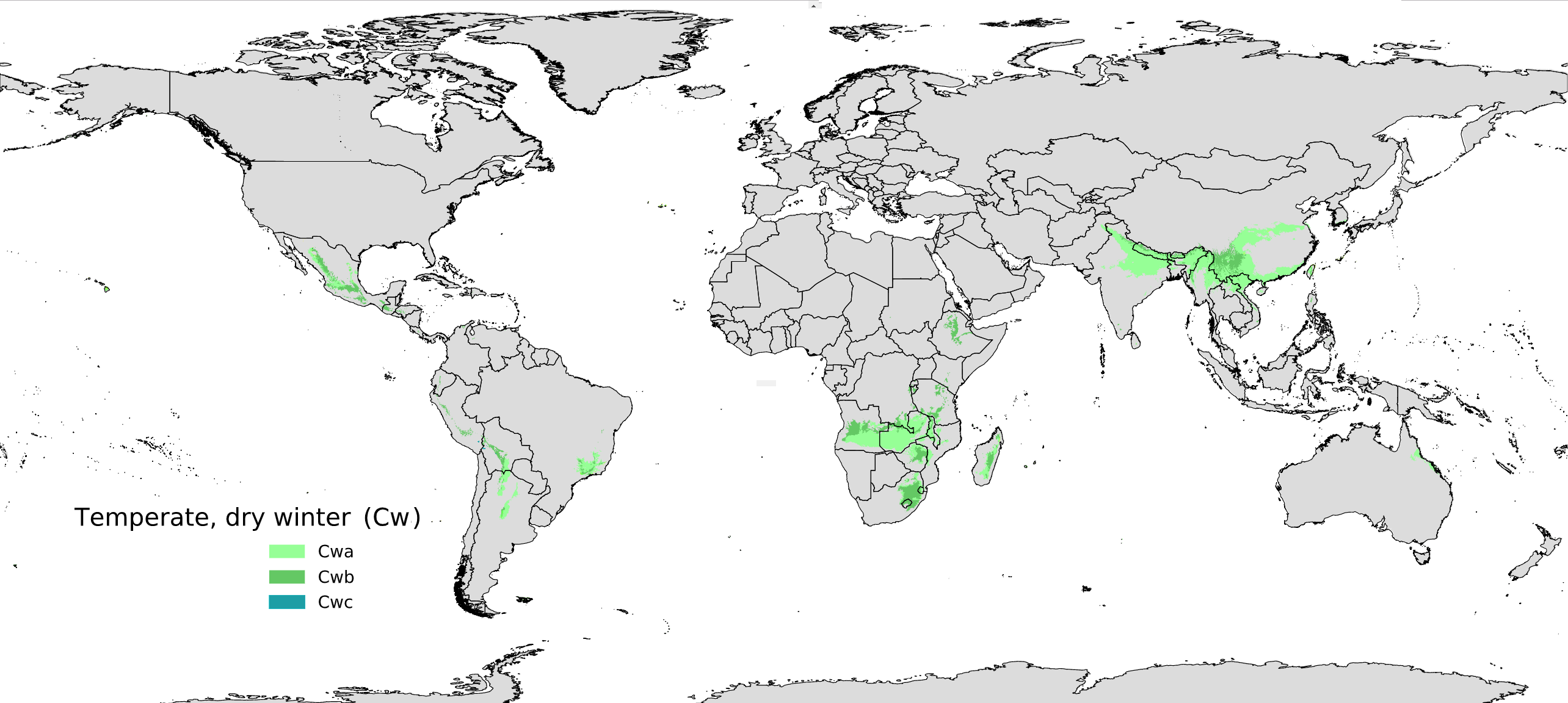
Mérsékelt övi monszun éghajlatú területek

A meleg mérsékelt öv mindkét félgömbön a 30° és a 45° szélességi körök között fekszik. Az övön belül két eltérő éghajlati területet különböztetünk meg: a kontinensek nyugati oldalán a mediterrán, a kontinensek keleti oldalán a monszun területeket. A meleg mérsékelt öv mindkét éghajlati területe Eurázsiában alakult ki a legszebben. A monszun éghajlat fő jellemzője a monszun széljárás: a kontinens hamarabb melegszik fel és gyorsabban hűl le, mint az óceán, ezért a szél nyáron az óceán felől a kontinensre, télen a szárazföld felől az óceánra fúj. Épp ezért a nyári monszun esős, a téli száraz.
A Föld nagyobb, jellemzően monszun éghajlatú területei: [forrás?]
- Mexikói-öböl vidéke,
- Kínai-alföld,
- Paraná-vidék,
- Délkelet-Afrika,
- Kelet-Ausztrália.

Az évi középhőmérséklet (10-20 °C), a tél jóval hidegebb, mint a nyár. Az éves csapadék 1000–1500 mm[forrás?] ; túlnyomó többsége a heves nyári esőkből hull ki. A csapadék eloszlásának megfelelően a folyóinak vízjárása is erősen ingadozik. A felszínformáló erők közül a csapadékos nyári időszakban a mállás, télen az aprózódás a meghatározó.
A monszunterületeken a fák többsége örökzöld. Természetes növénytakarójuk, a babérlombú erdő nevét a fák fényes, babérra emlékeztető leveleiről kapta. Csak kevés helyen maradt meg; a legtöbb helyen kiirtották, hogy megműveljék a földet.
A monszunvidékek szárazabb területeire a vörösföld, míg a nedvesebb térségeire a sárgaföld jellemző. Mindkét talajra jellemző a mérsékelt humusztartalom és a kilúgozódás.
A monszunterületek jellegzetes kultúrnövényei:
- rizs,
- gyapot,
- teacserje
- bambusz,
- fahéjfa,
- bors és a selyemhernyó tenyésztéséhez ültetett
- eperfa
- gyümölcsök
- szója